# Şahmaran (Fernsehserie)
Şahmaran ist eine türkische Fernsehserie von Umur Turagay.
Die erste Staffel wurde am 20. Januar 2023 auf Netflix veröffentlicht. Am 8. August 2024 erschien die zweite Staffel.

## Inhalt
Die Psychologiedozentin Şahsu reist aus beruflichen Gründen nach Adana und beschließt, ihren Großvater zu treffen, der ihre Mutter vor vielen Jahren verlassen hat. Dort kommt sie in Kontakt mit einer Gemeinschaft, die Şahmaran verehrt, ein mythisches Wesen, halb Frau, halb Schlange, das auf die Erfüllung einer historischen Prophezeiung wartet. Ihr Leben verändert sich, als sie einen geheimnisvollen Mann namens Maran kennenlernt.

## Besetzung und Synchronisation
Die deutschsprachige Synchronisation entstand nach den Dialogbuch von Felix Strüven (Staffel 1) und Max Herzog (Staffel 2) sowie unter der Dialogregie von Patrick Bach (Staffel 1) und Ralph Brauchle (Staffel 2) durch die Synchronfirma Deluxe Media GmbH. In der zweiten Staffel war die Synchronfirma VSI Synchron GmbH zuständig.
| Rolle  | Schauspieler       | Synchronsprecher                                      |
| ------ | ------------------ | ----------------------------------------------------- |
| Şahsu  | Serenay Sarıkaya   | Nadine Schreier (Staffel 1) Damineh Hojat (Staffel 2) |
| Maran  | Burak Deniz        | Jesse Grimm                                           |
| Davut  | Mustafa Uğurlu     | Volker Hanisch (Staffel 1) Frank Röth (Staffel 2)     |
| Ural   | Mahir Günsiray     | Achim Buch                                            |
| Cihan  | Mert Ramazan Demir | Flemming Stein (Staffel 1) Sam Bauer (Staffel 2)      |
| Lakmu  | Hakan Karahan      | Michael Bideller (Staffel 1) Uwe Büschken (Staffel 2) |
| Medine | Elif Nur Kerkük    | Simona Pahl                                           |

## Episodenliste

### Staffel 1
| Nr. (ges.) | Nr. (St.) | Deutscher Titel                             | Originaltitel                  | Regie          | Drehbuch    |
| ---------- | --------- | ------------------------------------------- | ------------------------------ | -------------- | ----------- |
| 1          | 1         | Die Agonie der Welt                         | Dünya Sancısı                  | Umur Turagay   | Pınar Bulut |
| 2          | 2         | Was der Regen sagt                          | Yağmurun Söyledikleri          | Umur Turagay   | Pınar Bulut |
| 3          | 3         | Instabiles Gleichgewicht                    | Kararsız Denge                 | Umur Turagay   | Pınar Bulut |
| 4          | 4         | Die unerträgliche Leichtigkeit des Glaubens | İnanmanın Dayanılmaz Hafifliği | Umur Turagay   | Pınar Bulut |
| 5          | 5         | Zukünftige Veränderungen                    | Gelecek Değişir                | Bertan Başaran | Pınar Bulut |
| 6          | 6         | Der Tumult des Lebens                       | Hayat Gürültüsü                | Bertan Başaran | Pınar Bulut |
| 7          | 7         | Rückkehr der Liebe                          | Aşkın Tekerrürü                | Umur Turagay   | Pınar Bulut |
| 8          | 8         | Die Schlange in mir                         | İçimdeki Yılan                 | Umur Turagay   | Pınar Bulut |

### Staffel 2
| Nr. (ges.) | Nr. (St.) | Deutscher Titel                  | Originaltitel      | Regie        | Drehbuch    |
| ---------- | --------- | -------------------------------- | ------------------ | ------------ | ----------- |
| 9          | 1         | Diejenigen, die im Inneren ruhen | İçimizde Uyuyanlar | Umur Turagay | Pınar Bulut |
| 10         | 2         | Festina Lente                    | Festina Lente      | Umur Turagay | Pınar Bulut |
| 11         | 3         | Liebe tötet nicht                | Sevmek Öldürmez    | Umur Turagay | Pınar Bulut |
| 12         | 4         | Liebe und Tod                    | Aşka ve Ölüme Dair | Umur Turagay | Pınar Bulut |
| 13         | 5         | Tag des Jüngsten Gerichts        | Hüküm Vakti        | Umur Turagay | Pınar Bulut |
| 14         | 6         | Kreislauf                        | Döngü              | Umur Turagay | Pınar Bulut |

## Rezeption
Drei Tage nach ihrer Veröffentlichung wurde die Serie weltweit insgesamt 17 Millionen Mal gesehen.
Cumhuriyet lobte die Kameraführung und die Schauspieler, zeigte sich aber enttäuscht über die "Dissonanz" zwischen der "Realität der Region" und dem Verhalten der Figuren und verwies auf übermäßige Nacktheit und kontextlose Szenen, die nicht zu den alten türkischen Traditionen der Region passen, in der sie gedreht wurden. Der Kritiker verglich Marans Familie auch mit den Cullens in Twilight.